# Factor de transcripción

Esquema de un activador

El factor de transcripción, en biología molecular y genética, es una proteína que se une a secuencias específicas de ADN, controlando así la transcripción de la información genética de ADN a ARN mensajero. Los factores de transcripción hacen esto solos o en conjunto a otros complejos proteicos promoviendo (como un activador) o silenciando (como un represor) el reclutamiento de la RNA polimerasa (la enzima que hace la transcripción de información genética de ADN a RNA) a genes específicos.
Una característica determinante de los factores de transcripción es que contienen uno o más dominios de unión al ADN (DBD por sus siglas en inglés, DNA-binding domains), los cuales se unen a secuencias específicas de ADN adyacentes a los genes que regulan. Proteínas adicionales como coactivadores, remodeladores de cromatina, histona acetiltransferasas, deacetilasas, kinasas y metiltransferasas, también juegan papeles cruciales en la regulación genética, pero carecen de DBDs y, por lo tanto, no son clasificados como factores de transcripción.

## Conservación en diferentes organismos
Los factores de transcripción son esenciales para la regulación de la expresión genética y son, como consecuencia, encontrados en todos los organismos vivos. La cantidad de factores de transcripción en un organismo se incrementa con el tamaño de su genoma, y genomas más grandes tienden a tener más factores de transcripción por gen.
Hay aproximadamente 2600 proteínas en el genoma humano que contienen dominios de unión al ADN, y se cree que muchos de estos funcionan como factores de transcripción, aunque otros estudios indican que son menos. Por lo tanto, aproximadamente el 10% de los genes en el genoma codifican para factores de transcripción, lo que hace a esta familia la más grande de las familias de proteínas humanas. Además, los genes son normalmente rodeados por varios sitios de unión para diferentes factores de transcripción, y la expresión eficiente de cada uno de estos genes requiere la acción cooperativa de varios factores de transcripción (ver, por ejemplo, los factores de transcripción nuclear del hepatocito). Por lo tanto, el uso combinacional de un grupo de aproximadamente 200 factores de transcripción humanos explica fácilmente la regulación única para cada gen en el genoma humano durante el desarrollo.

## Mecanismo
Los factores de transcripción se unen a regiones potenciadoras (enhancers) o promotoras adyacentes a los genes que regulan. Dependiendo del factor de transcripción, la transcripción del gen adyacente es regulada positiva o negativamente. Los factores de transcripción usan una variedad de mecanismos para regular la expresión genética.  Estos mecanismos incluyen:
- estabilizar o impedir la unión de la ARN polimerasa al ADN
- catalizar la acetilación o deacetilación de las histonas. El factor de transcripción puede hacer esto directamente o reclutando otras proteínas con esta actividad catalítica. Muchos factores de transcripción usan uno de estos dos mecanismos para regular la transcripción:[13]
  - histona acetiltransferasa (HAT por sus siglas en inglés, histone acetyltransferase) – acetila las histonas, lo que provoca que la asociación del ADN con las histonas se debilite haciendo más accesible al ADN para la transcripción y por lo tanto regulando la transcripción positivamente
  - histona deacetilasa (HDAC por sus siglas en inglés, histone deacetylase) – deacetila las histonas fortaleciendo la asociación del ADN con las histonas y vuelve al ADN menos accesible a la transcripción, por lo tanto regulando la transcripción negativamente
- reclutamiento de proteínas coactivadoras o correpresor al complejo de factores de transcripción del ADN[14]

## Función
Los factores de transcripción son uno de los grupos de proteínas que leen e interpretan los "planos" genéticos del ADN. Se unen al ADN y ayudan a iniciar un programa de transcripción genética aumentado o disminuido. Como tal, son vitales para muchos procesos celulares. Existen diversos tipos, los factores de transcripción pioneros (que se unen al ADN para poder permitir la apertura de la cromatina para que los factores de transcripción se adhieran) y los factores de transcripción basales.  A continuación se describen algunas funciones importantes y papeles biológicos que involucran a los factores de transcripción.

### Regulación de la transcripción basal
En eucariontes, una clase importante de los factores de transcripción son los llamados factores generales de transcripción (GTFs por sus siglas en inglés, general transcription factors), los cuales son necesarios para que ocurra la transcripción. Muchos de estos GTFs no se unen al ADN, sino que son parte del complejo de preinicio que interactúa directamente con la ARN polimerasa. Los GTFs más comunes son TFIIA, TFIIB, TFIID (véase también proteína de unión a TATA), TFIIE, TFIIF, and TFIIH. El complejo de preiniciación une las regiones promotoras de ADN río arriba al gen que regulan.

### Potenciación diferencial de la transcripción
Otros factores de transcripción regulan diferencialmente la expresión de varios genes uniéndose las regiones potenciadoras de ADN adyacente a los genes regulados. Estos factores de transcripción son cruciales para garantizar que los genes sean expresados en la célula correcta en el momento indicado y en la cantidad necesaria, dependiendo de los requerimientos del organismo.

#### Desarrollo
Muchos factores de transcripción de organismos pluricelulares están involucrados en el desarrollo. Respondiendo al ambiente (estímulos), estos factores de transcripción prenden o apagan la transcripción de los genes apropiados, lo que, como respuesta, permite cambios en la morfología de la célula o actividades necesarias para la determinación del destino de la célula y la diferenciación celular. La familia de factores de transcripción de los genes Hox, por ejemplo, es importante para la formación adecuada de patrones corporales en organismos tan diversos como la mosca de la fruta o humanos. Otro ejemplo es el factor de transcripción codificado por el gen de la región determinate del sexo Y (SRY), el cual juega un papel importante en la determinación del sexo en humanos.

#### Respuesta a señales intercelulares
Las células se pueden comunicar entre ellas liberando moléculas que producen cascadas de señalización en otra célula receptora. Si la señal requiere de una regulación positiva o negativa de los genes de la célula receptora, normalmente los factores de transcripción estarán río abajo en la cascada de señalización. La señalización de estrógeno es un ejemplo de una cascada de señales cortas que involucra al factor de transcripción receptor de estrógeno: el estrógeno es secretado por tejidos como ovarios y placenta, cruza la membrana celular de la célula receptora y se une al receptor de estrógeno en el citoplasma de la célula. El receptor de estrógeno viaja al núcleo y se une a su sitio de unión al ADN, cambiando la regulación de la transcripción de los genes asociados.

#### Respuesta al ambiente
Los factores de transcripción no solamente actúan río abajo de las cascadas de señalización relacionadas con estímulos biológicos sino que también pueden estar río abajo de las cascadas de señalización involucradas en estímulos ambientales. Ejemplos incluyen al factor de choque de calor (HSF), para el cual genes positivamente regulados son necesarios para sobrevivir a altas temperaturas, al factor de hipoxia inducibe (HIF), para el cual genes positivamente regulados son necesarios para la supervivencia de la célula en ambientes con bajos niveles de oxígeno, y proteína de unión al elemento regulador de esterol (SREBP), el cual ayuda a mantener los niveles de lípidos apropiados en la célula.

#### Control del ciclo celular
Muchos factores de transcripción, especialmente algunos que son proto-oncogenes o supresores de tumores, ayudan a regular el ciclo celular y determinar qué tan grande debe ser una célula para dividirse en dos células hijas. Un ejemplo es el oncogén Myc, el cual tiene papeles importantes en el crecimiento celular y apoptosis.

#### Patogénesis
Los factores de transcripción también pueden ser utilizados para alterar la expresión genética en una célula huésped para promover patogénesis. Un ejemplo bien estudiado de esto son los efectores TAL secretados por bacterias Xanthomonas. Cuando se le inyecta a las plantas, estas proteínas pueden entrar al núcleo celular, unirse a secuencias promotoras y activar la transcripción de genes de plantas que ayudan en infecciones bacteriales. Los efectores TAL contienen una región central repetida en la cual hay una simple relación entre la identidad de dos residuos críticos en repeticiones secuenciales y bases de ADN secuenciales en el sitio de ataque de los efectores TAL. Esta propiedad posiblemente facilita que estas proteínas evolucionen para poder competir mejor con los mecanismos de defensa de la célula huésped.

## Regulación
Es común en biología que procesos importantes tengan múltiples niveles de regulación y control. Esto también es cierto para los factores de transcripción: los factores de transcripción no solamente controlan la velocidad de transcripción para regular la cantidad de productos genéticos (ARN y proteínas) disponibles a la célula, sino también a los mismos factores de transcripción (normalmente a través de otros factores de transcripción). A continuación se resumen algunas de las formas en que puede ser regulada la actividad de los factores de transcripción.

### Síntesis
Los factores de transcripción (como todas las proteínas) son transcritos de un gen en un cromosoma a ARN y luego el ARN es traducido a proteína. Cualquiera de estos pasos puede ser regulado para afectar la producción (y por lo tanto la actividad) de un factor de transcripción. Una implicación interesante es que los factores de transcripción se pueden regular a sí mismos. Por ejemplo, en una retroalimentación negativa, el factor de transcripción actúa como su propio represor: si la proteína del factor de transcripción se une al ADN de su mismo gen, disminuirá la producción de más de sí mismo. Este es un mecanismo que mantiene estables los niveles de un factor de transcripciónes en una célula.

### Localización nuclear
En eucariontes, los factores de transcripción (como la mayoría de las proteínas) son transcritos en el núcleo pero son traducidos en el citoplasma celular. Muchas proteínas que son activas en el núcleo contienen señales de localización nuclear que las dirigen directamente al núcleo. Pero, para muchos factores de transcripción, esto es una parte clave en su regulación. Clases importantes de factores de transcripción, como algunos receptores nucleares, primero deben unirse a un ligando en el citoplasma antes de que puedan trasladarse al núcleo.

### Activación
Los factores de transcripción pueden ser activados (o desactivados) a través de su dominio de detección de señales por varios mecanismos, que incluyen:
- unión de ligandos – La unión de ligandos no solamente es capaz de influenciar dónde se encuentra un factor de transcripción en la célula sino que también afecta si el factor de transcripción está en estado activo y capaz de unirse al ADN u otros cofactores (ver, por ejemplo, receptores nucleares).
- fosforilación[36][37] – Muchos factores de transcripción como las proteínas STAT deben ser fosforiladas antes de unirse al ADN.
- interacción con otros factores de transcripción (ej. homo o heterodimerización) o proteínas correguladoras.

### Accesibilidad al sitio de unión a ADN
En eucariontes, el ADN está organizado con la ayuda de histonas en partículas compactas llamadas nucleosomas, donde secuencias de cerca de 147 bases de ADN hacen ~1.65 vueltas alrededor de los octámeros proteicos de histonas. El ADN en los nucleosomas es inaccesible a muchos de los factores de transcripción. Algunos factores de transcripción, llamados factores pioneros, sí son capaces de unirse a sus sitios de unión al ADN en el ADN nucleosomal. Para la mayoría del resto de los factores de transcripción, el nucleosoma debe ser activamente desenredado por motores moleculares como remodeladores de cromatina. Alternativamente, el nucleosoma puede ser parcialmente abierto por fluctuaciones térmicas, permitiendo un acceso temporal al sitio de unión del factor de transcripción. En muchos casos, para unirse a sus sitios de unión al ADN, un factor de transcripción necesita competir contra otros factores de transcripción o histonas y otras proteínas de la cromatina.  Ciertos pares de factores de transcripción y otras proteínas pueden desempeñar funciones antagónicas (activadores contra represores) en la regulación del mismo gen.

### Disponibilidad de otros cofactores/factores de transcripción
La mayoría de los factores de transcripción no funcionan solos...Por lo general, para que ocurra la transcripción de un gen, una cierta cantidad de factores de transcripción se deben unir a las secuencias de ADN reguladoras. Este grupo de factores de transcripción reclutan proteínas intermediarias como cofactores que permiten un reclutamiento eficiente del complejo de preinicio y la ARN polimerasa. Por lo tanto, para que un factor de transcripción inicie la transcripción, el resto de las proteínas deben estar presentes y el factor de transcripción debe estar en el estado en que se puede unir a ellas si es necesario. Los cofactores son proteínas que modulan los efectos de los factores de transcripción. Estos son intercambiables entre promotores específicos de genes; el complejo proteico que ocupa el promotor de ADN y la secuencia de aminoácidos del cofactor determinan su conformación espacial. Por ejemplo, ciertos receptores esteroideos pueden intercambiar cofactores con NF-κB, el cual es un interruptor entre inflamación y diferenciación celular, por lo que los esteroides pueden afectar la respuesta inflamatoria y función de ciertos tejidos.

## Estructura

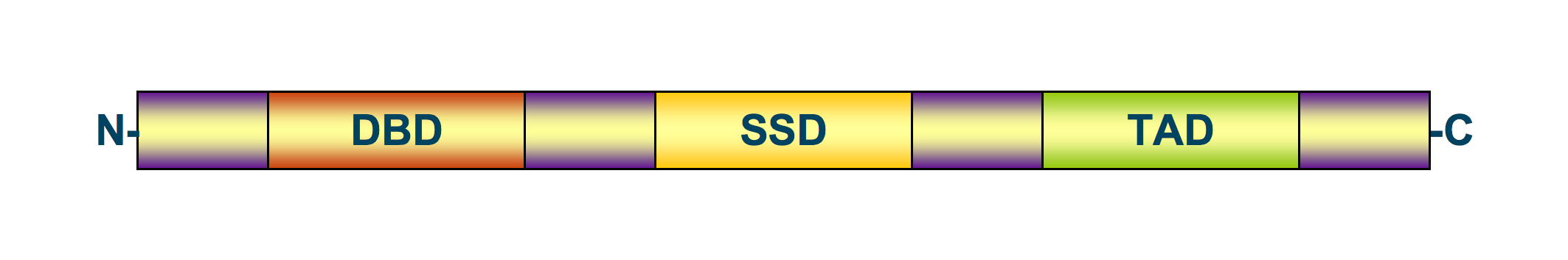
Diagrama esquemático de la secuencia de aminoácidos (amino terminal a la izquierda y carboxílico a la derecha) de una factor de transcripción prototípico que contiene (1) un dominio de unión a ADN (DBD), (2) un dominio de detección de señal (SSD) y un dominio de transactivación (TAD). El orden de posicionamiento y el número de dominios pueden variar en diferentes tipos de factores de transcripción. Además, las funciones de transactivación y detección de señal son frecuentemente contenidos bajo el mismo dominio.

Los factores de transcripción son modulares en estructura y contienen los siguientes dominios:
- Dominio de unión a ADN (DBD), el cual se une a secuencias específicas de ADN (potenciadores o promotores) adyacentes a los genes regulados. Es un componente necesario para todos los vectores. Se utiliza para dirigir la transcripción de las secuencias promotoras de transgen del vector. Las secuencias de ADN que unen factores de transcripción se llaman elementos de respuesta.
- Dominio de transactivación (TAD), el cual contiene sitios de unión para otras proteínas como correguladoras de transcripción. Estos sitios de unión se conocen como funciones activadoras (AFs).[41]
- Un dominio de detección de señal (SSD) opcional (ej. un dominio de unión de ligando), el cual detecta señales externas y, como respuesta, transmite estas señales al resto del complejo de la transcripción, resultando en la regulación positiva o negativa de la expresión genética. También, el DBD y SSD pueden residir en proteínas diferentes que se asocian en el complejo de la transcripción para regular la expresión genética.

### Dominio de transactivación
TAD es el dominio del factor de transcripción que une proteínas como las correguladoras de la transcripción. Las proteínas que contienen TAD son Gal4, Gcn4, Oaf1, Leu3, Rtg3, Pho4, Gln3 en levaduras y p53, NFAT, NF-κB y VP16 en mamíferos. Muchos TADs son de 9 aminoácidos (presentes por ejemplo en p53, VP16, MLL, E2A, HSF1, NF-IL6, NFAT1 y NF-κB Gal4, Pdr1, Oaf1, Gcn4, VP16, Pho4, Msn2, Ino2 y P201).

### Dominio de unión al ADN

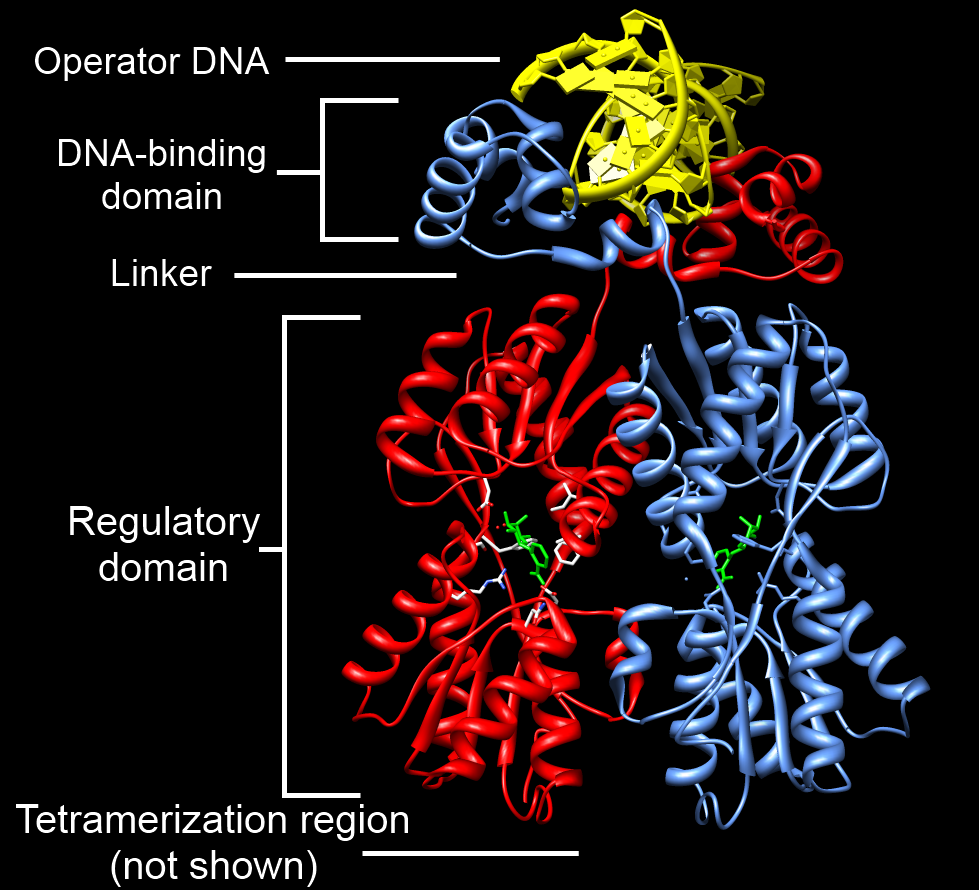
Ejemplo de arquitectura del dominio: Represor de Lactosa (LacI). El extremo N terminal del dominio de unión al ADN (marcado) del represor lac se une a su objetivo secuencia de ADN (amarillo) en el surco mayor usando el motivo hélice-giro-hélice. La unión de la molécula efectora (verde) ocurre en el centro del domino (marcado), una señal del dominio de sentido. Este ocasiona una respuesta alostérica mediada por la región de unión (marcada).

La parte (dominio) del factor de transcripción que se une al ADN se llama dominio de unión al ADN. A continuación está una lista parcial de algunas de las familias más importantes de los dominios de unión al ADN/factores de transcripción:
| Familia | InterPro  | Pfam    | SCOP  |
| --- | --------- | ------- | ----- |
| hélice-bucle-hélice básico | IPR001092 | PF00010 | 47460 |
| zíper de leucina básico (bZIP) | IPR004827 | PF00170 | 57959 |
| dominio efector del extremo C de los reguladores de la respuesta bipartita | IPR001789 | PF00072 | 46894 |
| caja GCC |           |         | 54175 |
| hélice-giro-hélice |           |         |       |
| proteínas de homeodominio, las cuales son codificados por los genes homeobox, son factores de transcripción. Proteínas de homeodominios son críticas en la regulación del desarrollo. | IPR009057 | PF00046 | 46689 |
| represor tipo lambda | IPR010982 |         | 47413 |
| srf-like (factor de respuesta al suero) | IPR002100 | PF00319 | 55455 |
| genes Pax |           |         |       |
| hélice alada | IPR013196 | PF08279 | 46785 |
| dedos de zinc |           |         |       |
| * multi-dominios Cys2His2 dedos de zinc | IPR007087 | PF00096 | 57667 |
| * Zn2/Cys6 |           |         | 57701 |
| * Zn2/Cys8 receptor nuclear de dedo de zinc | IPR001628 | PF00105 | 57716 |

### Elementos de respuesta
La secuencia de ADN a la que se une un factor de transcripción se conoce como el sitio de unión del factor de transcripción o elemento de respuesta.
Los factores de transcripción interactúan con su sitio de unión utilizando una combinación de fuerzas electrostáticas (de las cuales los puentes de hidrógeno son un caso especial) y de Van der Waals. Debido a la naturaleza de estas interacciones químicas, la mayoría de los factores de transcripción se unen al ADN de manera secuencial específica. Sin embargo, no todas las bases en el sitio de unión del factor de transcripción tienen que interactuar con el factor de transcripción. Además, algunas de estas interacciones pueden ser más débiles que otras. Por lo tanto, los factores de transcripción no se unen a solamente una secuencia sino que son capaces de unirse a un grupo de secuencias relacionadas, cada una con una fuerza de interacción diferente.
Por ejemplo, aunque el sitio de unión consenso para la proteína de unión a TATA (TBP) es TATAAAA, el factor de transcripción TBP se puede unir a secuencia similares como TATATAT o TATATAA.
Como los factores de transcripción se pueden unir a secuencias semejantes y estas secuencias tienden a ser cortas, sitios potenciales de unión de los factores de transcripción pueden ocurrir al azar si el ADN es lo suficientemente largo. Es raro, de todos modos, que un factor de transcripción se una a todas las secuencias compatibles en el genoma de una célula. Otras restricciones, como las accesibilidad al ADN en la célula o la disponibilidad de los cofactores, pueden dictar dónde se unirá un factor de transcripción. Así, dada la secuencia del genoma, permanece siendo difícil predecir dónde se unirá un factor de transcripción en una célula viva.
La especificidad adicional de reconocimiento puede ser obtenido a través del uso de más de un dominio de unión al ADN (por ejemplo, DBDs en tándem en el mismo factor de transcripción o a través de la dimerización de dos factores de transcripción) que una dos o más secuencias adyacentes de ADN.

## Importancia clínica
Los factores de transcripción son de relevancia clínica por al menos dos razones: (1) mutaciones pueden ser asociadas con enfermedades específicas y (2) pueden ser objetivos de medicamentos.

### Enfermedades
Debido a su importancia en el desarrollo, la señalización intercelular y el ciclo celular, algunas enfermedades humanas han sido asociadas a mutaciones en los factores de transcripción.
Muchos factores de transcripción son oncogenes o supresores de tumores y, por lo tanto, mutaciones o regulaciones anormales son asociadas al cáncer. Se conocen tres grupos de factores de transcripción que son importantes en el cáncer humano: (1) familias NF-κB y AP-1, (2) la familia STAT y (3) los receptores esteroideos.
A continuación hay otros ejemplos estudiados:
| Condición                       | Descripción | Locus         |
| ------------------------------- | --- | ------------- |
| Síndrome de Rett                | Mutaciones en el factor de transcripción MECP2 están asociadas al síndrome de Rett, una enfermedad del neurodesarrollo. | Xq28          |
| Diabetes                        | Una forma rara de diabetes llamada MODY (por sus siglas en inglés, Maturity Onset Diabetes of the Young) puede ser causada por mutaciones en los factores nucleares de hepatocitos (HNFs) o del factor-1 del promotor de insulina (IPF1/Pdx1). | múltiple      |
| Dispraxia verbal del desarrollo | Mutaciones en el factor de transcripción FOXP2 se asocian a la dispraxia verbal del desarrollo, una enfermedad donde los individuos son incapaces de producir movimientos finamente coordinados requeridos para el habla.                      | 7q31          |
| Enfermedades autoimmunes        | Mutaciones en el factor de transcripción FOXP3 causan una forma rara de enfermedades autoinmunes conocida como IPEX. | Xp11.23-q13.3 |
| Síndrome de Li-Fraumeni         | Causada por mutaciones en el supresor de tumores p53. | 17p13.1       |
| Cáncer de mama                  | La familia STAT es relevante en el cáncer de mama. | múltiple      |
| Múltiples cánceres              | La familia HOX es involucrada en una variedad de cánceres. | múltiple      |

### Objetivos potenciales de los medicamentos
Aproximadamente el 10% de los medicamentos actualmente prescritos tienen como objetivo al receptor nuclear. Otros ejemplos son tamoxifeno y bicalutamida para el tratamiento de cáncer de mama y próstata, respectivamente, y varios tipos de esteroides antiinflamatorios y anabólicos. Además, los factores de transcripción son comúnmente modulados indirectamente por medicamnetos a través de cascadas de señalización. Se cree que es posible afectar otros factores de transcripción menos investigados como NF-κB con medicamentos. Los factores de transcripción fuera de la familia de receptores nucleares son pensados que son objetivos más dificíles con terapias de moléculas pequeñas ya que no es claro que sean "medicables" pero se ha hecho progreso en la ruta de señalización Notch.

## Papel en la evolución
Duplicaciones genéticas han sido cruciales para la evolución de la especie. Esto se aplica particularmente a los factores de transcripción. Una vez que ocurren duplicados, las mutaciones acumuladas que codifican para una copia puede ocurrir sin afectar negativamente la regulación de objetivos río abajo. Sin embargo, cambios de las especificidades de unión al ADN de la única copia del factor de transcripción LEAFY, que ocurre en la mayoría de las plantas terrestres, han sido explicadas. En ese aspecto, una única copia del factor de transcripción puede experimentar un cambio de especificidad a través de intermediarios promiscuos sin perder su función. Mecanismo similares han sido propuestos en el contexto de todas la hipótesis filogenéticas alternativas, y el papel de los factores de transcripción en la evolución de todas las especies.

## Análisis
Hay diferentes tecnologías disponibles para analizar los factores de transcripción. A nivel genómico, secuenciación de ADN e investigación por bases de datos se utilizan comúnmente. La versión proteica del factor de transcripción es detectable por anticuerpos específicos. La muestra se detecta con un western blot. Utilizando un EMSA (electrophoretic mobility shift assay), se puede detectar el perfil de activación de los factores de transcripción. Un enfoque múltiple para el perfil de activación es un microarreglo de factored de transcripción donde varios de estos pueden ser detectados en paralelo. Esta tecnología se basa en microarreglos de ADN,  proporcionando la secuencia específica de unión al ADN para la proteína del factor de transcripción en la superficie del arreglo.

## Clases
Como es descrito a ás detalle a continuación, los factores de transcripción pueden ser clasificados por su (1) mecanismo de acción, (2) función regulatoria o (3) homología de secuencia (y por lo tanto, similitud estructural) en sus dominios de unión al ADN.

### Mecanística
Hay tres clases mecanísticas de los factores de transcripción:
- Factores generales de la transcripción: involucrados en la formación del complejo de preinico. Los más comunes son TFIIA, TFIIB, TFIID, TFIIE, TFIIF y TFIIH.  Son ubicuos e interactúan con su la región del promotor basal alrededor del sitio de inicio de la transcripción de odas las clases II de genes.[76]
- Los factores de transcripción río arriba son proteínas que se unen en algún lugar río arriba del sitio de inicio para estimular o reprimir la transcripción. Son casi sinónimos con los factores de transcripción específicos, porque varían considerablemente dependiendo de la secuencia de reconocimiento presente en la proximidad del gen.[77]

| Ejemplos de factores de transcripción específicos | Ejemplos de factores de transcripción específicos | Ejemplos de factores de transcripción específicos | Ejemplos de factores de transcripción específicos |
| Factor                                            | Tipo estructural                                  | Secuencia de reconocimiento                       | Se une como                                       |
| ------------------------------------------------- | ------------------------------------------------- | ------------------------------------------------- | ------------------------------------------------- |
| SP1                                               | Dedo de zinc                                      | 5'-GGGCGG-3'                                      | Monómero                                          |
| AP-1                                              | Cremallera básica                                 | 5'-TGA(G/C)TCA-3'                                 | Dímero                                            |
| C/EBP                                             | Cremallera básica                                 | 5'-ATTGCGCAAT-3'                                  | Dímero                                            |
| HSF                                               | Cremallera básica                                 | 5'-XGAAX-3'                                       | Trímero                                           |
| ATF/CREB                                          | Cremallera básica                                 | 5'-TGACGTCA-3'                                    | Dímero                                            |
| c-Myc                                             | Hélice-giro-hélice básico                         | 5'-CACGTG-3'                                      | Dímero                                            |
| Oct-1                                             | Hélice-giro-hélice                                | 5'-ATGCAAAT-3'                                    | Monómero                                          |
| NF-1                                              | Nuevo                                             | 5'-TTGGCXXXXXGCCAA-3'                             | Dímero                                            |
| (G/C) = G or C X = A, T, G o C                    |                                                   |                                                   |                                                   |

### Funcional
Los factores de transcripción han sido clasificados acorde a su función regulatoria:
- I. constitutivamente activo – presentes en todas las células todo el tiempo – factores generales de la transcripción, Sp1, NF1, CCAAT
- II. condicionalmente activo – requiere activación
  - II.A de desarrollo (específico de la célula) –  la expresión es controlada fuertemente, pero una vez expresados, no requiere de activación adicional  – GATA, HNF, PIT-1, MyoD, Myf5, Hox, Hélice alada
  - II.B dependiente de señal – requiere una señal externa para su activación
    - II.B.1 dependiente de ligando extracelular (endócrino o parácrino) – receptores nucleares
    - II.B.2  dependiente de ligando intracelular (autócrino) - activado por pequeñas moléculas intercelulares – SREBP, p53, receptores nucleares húerfanos
    - II.B.3 dependiente de membrana celular – cascadas de señalización de segundo mensajero que resultan en la fosforilación del factor de transcripción
      - II.B.3.a factores residentes nucleares – residen en el núcleo independientemente de su estado de activación – CREB, AP-1, Mef2
      - II.B.3.b factores latentes citoplásmicos – la forma inactiva reside en el citoplasma, pero activados se trnaslocan al núcleo – STAT, R-SMAD, NF-κB, Notch, TUBBY, NFAT

### Estructural
Los factores de transcripción son normalmente clasificados basados en su similitud de la secuencia y por lo tanto la estructura terciaria de sus dominios de unión a ADN:
- 1 Súperclase: Dominios básicos
  - 1.1 Clase: factores de cremallera de leucina factors (bZIP)
    - 1.1.1 Familia: Componentes (tipo) AP-1; incluye (c-Fos/c-Jun)
    - 1.1.2 Familia: CREB
    - 1.1.3 Familia: Factores tipo C/EBP
    - 1.1.4 Familia: bZIP / PAR
    - 1.1.5 Familia: Factores de unión G-box de planta
    - 1.1.6 Familia: ZIP solo

  - 1.2 Clase: Factores hélice-giro-hélice (bHLH)
    - 1.2.1 Familia: Factores ubicuos (Clase A)
    - 1.2.2 Familia: Factores de transcripción myogénica (MyoD)
    - 1.2.3 Familia: Achaete-Scute
    - 1.2.4 Familia: Tal/Twist/Atonal/Hen

  - 1.3 Clase: Factores hélice-giro-hélice / cremallera de leucina (bHLH-ZIP)
    - 1.3.1 Familia: Factore ubicuos bHLH-ZIP; incluye USF  (USF1, USF2); SREBP (SREBP)
    - 1.3.2 Familia: Factores del control del ciclo celular; incluye c-Myc

  - 1.4 Clase: NF-1
    - 1.4.1 Familia: NF-1  (A, B, C, X)

  - 1.5 Clase: RF-X
    - 1.5.1 Familia: RF-X (1,2,3,4,5, ANK)

  - 1.6 Clase: bHSH
- 2 Súperclase: Dominio de unión a ADN coordinado por zinc
  - 2.1 Clase: Dedos de zinc Cys4 de tipo receptor nuclear
    - 2.1.1 Familia: Receptor de hormona esteroidea
    - 2.1.2 Familia: Factores de tipo receptor de hormona tiroidea

  - 2.2 Clase: Diversos dedos de zinc Cys4
    - 2.2.1 Familia: Factores GATA

  - 2.3 Clase: Dominio dedo de zinc Cys2His2
    - 2.3.1 Familia: Factores ubicuos, incluye TFIIIA, Sp1
    - 2.3.2 Familia: Reguladores del desarrollo/ ciclo celular; incluye Krüppel
    - 2.3.4 Familia: Factores grandes con propiedades de unión tipo NF-6B

  - 2.4 Clase: Grupo Cys6 cysteina-zinc
  - 2.5 Clase: Composición alternada de dedos de zinc
- 3 Súperclase: Hélice-giro-hélice
  - 3.1 Clase: Homeodominio
    - 3.1.1 Familia: Solo homeodominio; incluye Ubx
    - 3.1.2 Familia: Factores de dominio POU; incluye Oct
    - 3.1.3 Familia: Homeodominio con la región LIM
    - 3.1.4 Familia: Homeodominio más motivos de dedo se zinc

  - 3.2 Clase: Caja apareada
    - 3.2.1 Familia: Homeodominio apareado
    - 3.2.2 Familia: Dominio apareado solo

  - 3.3 Clase: Fox / Hélice alada
    - 3.3.1 Familia: Reguladores del desarrollo; incluye a Fox
    - 3.3.2 Familia: Reguladores específicos de tejidos
    - 3.3.3 Familia: Factores de control del ciclo celular
    - 3.3.0 Familia: Otros reguladores

  - 3.4 Clase: Factores de choque de calor
    - 3.4.1 Familia: HSF

  - 3.5 Clase: Cúmulos de triptófano
    - 3.5.1 Familia: Myb
    - 3.5.2 Familia: Tipo Ets
    - 3.5.3 Familia: Factores reguladores de interferón

  - 3.6 Clase: Dominio TEA
    - 3.6.1 Familia: TEA (TEAD1, TEAD2, TEAD3, TEAD4)
- 4 Súperclase: Factores beta-Andamio con Contactos Menores
  - 4.1 Clase: RHR (Región de homología Rel)
    - 4.1.1 Familia: Rel/ankirin; NF-kappaB
    - 4.1.2 Familia: ankirin solo
    - 4.1.3 Familia: NFAT (Factor Nuclear de células T Activadas) (NFATC1, NFATC2, NFATC3)

  - 4.2 Clase: STAT
    - 4.2.1 Familia: STAT

  - 4.3 Clase: p53
    - 4.3.1 Familia: p53

  - 4.4 Clase: Caja MADS
    - 4.4.1 Familia: Reguladores de diferenciación; incluye a (Mef2)
    - 4.4.2 Familia: Respuest a señales externas, SRF (Factor de respuesta a suero)  (HGNC SRF )
    - 4.4.3 Familia: Reguladores metabólicos (ARG80)

  - 4.5 Clase: Factores de transcripción beta-barril alpha-hélice
  - 4.6 Clase: Proteínas de unión a TATA
    - 4.6.1 Familia: TBP

  - 4.7 Clase: HMG-box
    - 4.7.1 Familia: Genes SOX, SRY
    - 4.7.2 Familia: TCF-1 (TCF1)
    - 4.7.3 Familia: Relacionado con HMG2, SSRP1
    - 4.7.4 Familia: UBF
    - 4.7.5 Familia: MATA

  - 4.8 Clase: Factores heteroméricos CCAAT 
    - 4.8.1 Familia: Factores heteroméricos CCAAT

  - 4.9 Clase: Grainyhead
    - 4.9.1 Familia: Grainyhead

  - 4.10 Clase: Factores de choque de frío
    - 4.10.1 Familia: csd

  - 4.11 Clase: Runt
    - 4.11.1 Familia: Runt
- 0 Súperclase: Otros factores de transcripción
  - 0.1 Clase: Proteínas de puño de cobre
  - 0.2 Clase: HMGI(Y) (HMGA1)
    - 0.2.1 Familia: HMGI(Y)

  - 0.3 Clase: Domion de bolsillo
  - 0.4 Clase: Factores tipo E1A
  - 0.5 Clase: Factores relacionados AP2/EREBP
    - 0.5.1 Familia: AP2
    - 0.5.2 Familia: EREBP
    - 0.5.3 Súperfamilia: AP2/B3
      - 0.5.3.1 Familia: ARF
      - 0.5.3.2 Familia: ABI
      - 0.5.3.3 Familia: RAV